# Église Saint-Martin de Pendé (Somme)
L'église Saint-Martin de Pendé est située sur le territoire de la commune de Pendé, dans le département de la Somme, non loin d'Abbeville.

## Historique
L'église de Pendé a été construite au XVIe siècle. Elle est protégée partiellement au titre des monuments historiques. La charpente et les voussures du collatéral font l'objet d'une inscription par arrêté du 15 juin 1926.

## Caractéristiques
L'église de Pendé est construite en pierre et couverte d'ardoise. Un clocher-porche en permet l'entrée. À l'intérieur, les voûtes en bois à sablières sont sculptées ; on peut voir des blochets sculptés dont l'un représente un joueur de pipasso (cornemuse picarde). Les fonts baptismaux de style Renaissance, en pierre sculptée, proviennent de l'abbaye de Saint-Valery-sur-Somme.

### Liens xternes
- Ressources relatives à la religion :   - Clochers de France
  - Observatoire du patrimoine religieux
- Ressources relatives à l'architecture :   - Inventaire Hauts-de-France
  - Mérimée